# Isläggning
Isläggning är det tillfälle då öppna vattendrag, sjöar och havspartier får ett stadigvarande istäcke över vattenytan. Vanligen i samband med att dygnsmedeltemperaturen varaktigt sjunkit under noll grader Celsius på grund av det lokala klimatets årsvariation.
Det berörda vattnets salthalt, vilket varierar med geografiskt läge, har stor betydelse för isläggningens tidpunkt och fysikalska förlopp. Sannolikheten för isläggning ökar vid lugnt väder då annars vinden och vågornas omröring av vattnet fördröjer nedfrysningen.
Runt platser där båttrafik eller sjöfart är av stor vikt anordnas ofta organiserad isbrytning för att säkerställa verksamheten under vinterperioden.
Historiskt har med mycket glesa mellanrum vädervariationer orsakat isläggning långt söder om de geografiska områden på norra halvklotet där isvintrar förväntas. Detta har exempelvis inträffat allmänt över hela norra Mellaneuropa och atlantkuster ned till Engelska kanalen så att isläggningen blivit skildrad i såväl konst som historiska nedteckningar och berättelser. Vid enstaka tillfällen har sådan isläggning till och med fått avgörande betydelse för krigshandlingar mellan nationer.
Naturlig isläggning brukas av vattenkraftvärkar för att skydda vattenturbinerna mot kravis.